# Rhodolaimus nannus
Rhodolaimus nannus är en rundmaskart. Rhodolaimus nannus ingår i släktet Rhodolaimus och familjen Bunonematidae. Inga underarter finns listade i Catalogue of Life.